# Henry Scott Tuke
Henry Scott Tuke (12. června 1858 – 13. března 1929) byl britský malíř a fotograf, který se proslavil malbami nahých chlapců a mladých mužů, čímž si vysloužil status pionýra gay kultury.

## Život a dílo
Tuke se narodil v Yorku do prominentní kvakerské rodiny. Jeho otec, Daniel Hack Tuck, byl prominentní aktivista humánního zacházení s duševně nemocnými. Tato tradice se v rodině udržovala po několik dřívějších generací.
V roce 1874 se Tuke přestěhoval s rodinou do Londýna, kde nastoupil na Slade School of Art. Po ukončení studií odcestoval v roce 1880 do Itálie a mezi lety 1881 a 1883 žil v Paříži. Zde studoval u malíře Jeana Paula Laurence a seznámil se také s americkým malířem Johnem Singerem Sargentem (který se také, ačkoliv v menší míře, zaměřoval na akty chlapců a mužů).
V roce 1880 se Tuke seznámil s Oscarem Wildem a dalšími prominentními básníky a spisovateli sdruženými ve skupině Uraniánů. Sám napsal anonymně „sonet mládí“, publikovaný v magazínu The Artist. Po návratu do Británie se Tuke přestěhoval do Newlynu v Cornwallu, kde se připojil k malé umělecké skupině, jejímiž členy byli například Walter Langley, Albert Chevallier Tayler a Thomas Cooper Gotch, malíř malých dívek, který se stal jeho celoživotním přítelem. Tuto skupinu označují historici umění za Newlynskou školu.
V roce 1885 se Tuke přestěhoval do Falmouthu, rybářského přístavu v Cornwallu, romantického a poněkud zapadlého kraje s mírným klimatem vhodným pro opalování bez oblečení. Zakoupil tam za čtyřicet liber rybářskou loď, kterou proměnil v plovoucí ateliér a hausbot. Tuke tvořil zpočátku prodejnější díla na historická témata. V těchto malbách Tuke umísťoval nahé muže do bezpečnějšího mytologického kontextu, ale kritika tato díla shledává formalistickými, bezživotnými a plochými.
Od roku 1890 opouštěl mytologická témata a začal malovat akty místních chlapců při rybaření, plavání, opalování a potápění. Jeho technika se stala svobodnější, začal užívat svěžích impresionistických barev. Přestože jsou Tukeovy malby nahých mladíků vysoko hodnoceny těmi homosexuály, které oslovují adolescenti, nejsou nikdy otevřeně erotické. Jejich pohlaví jsou téměř vždy skrytá, chlapci nejsou ve fyzickém kontaktu a obrazy neposkytují žádné náznaky sexuality.
Tuke navazoval se svými modely romantická přátelství, ale nikdy nebylo zjištěno, že by s nimi měl také intimní kontakt, ačkoliv to nelze vyloučit. Je pravděpodobné, že jeho vlastní libido se realizovalo spíše v umění. Vzhledem k předmětu jeho tvorby se Tukova díla nikdo nijak zvlášť nekupoval s výjimkou sběratelů gay umění. Měl však dobré renomé jako portrétista, což mu zajišťovalo zdroj příjmů.
Jeho příjmy stačily i na cestování. V roce 1900 uspořádala na jeho počest banket Royal Cornwall Polytechnic Society, v roce 1914 byl zvolen členem Royal Academy of Art. Pozdější život byl poznamenán těžkou nemocí. Po smrti v roce 1929 byl zcela zapomenut a znovuobjeven byl až v sedmdesátých letech 20. století. V současnosti mají jeho díla na dražbách vysokou hodnotu.

## Galerie

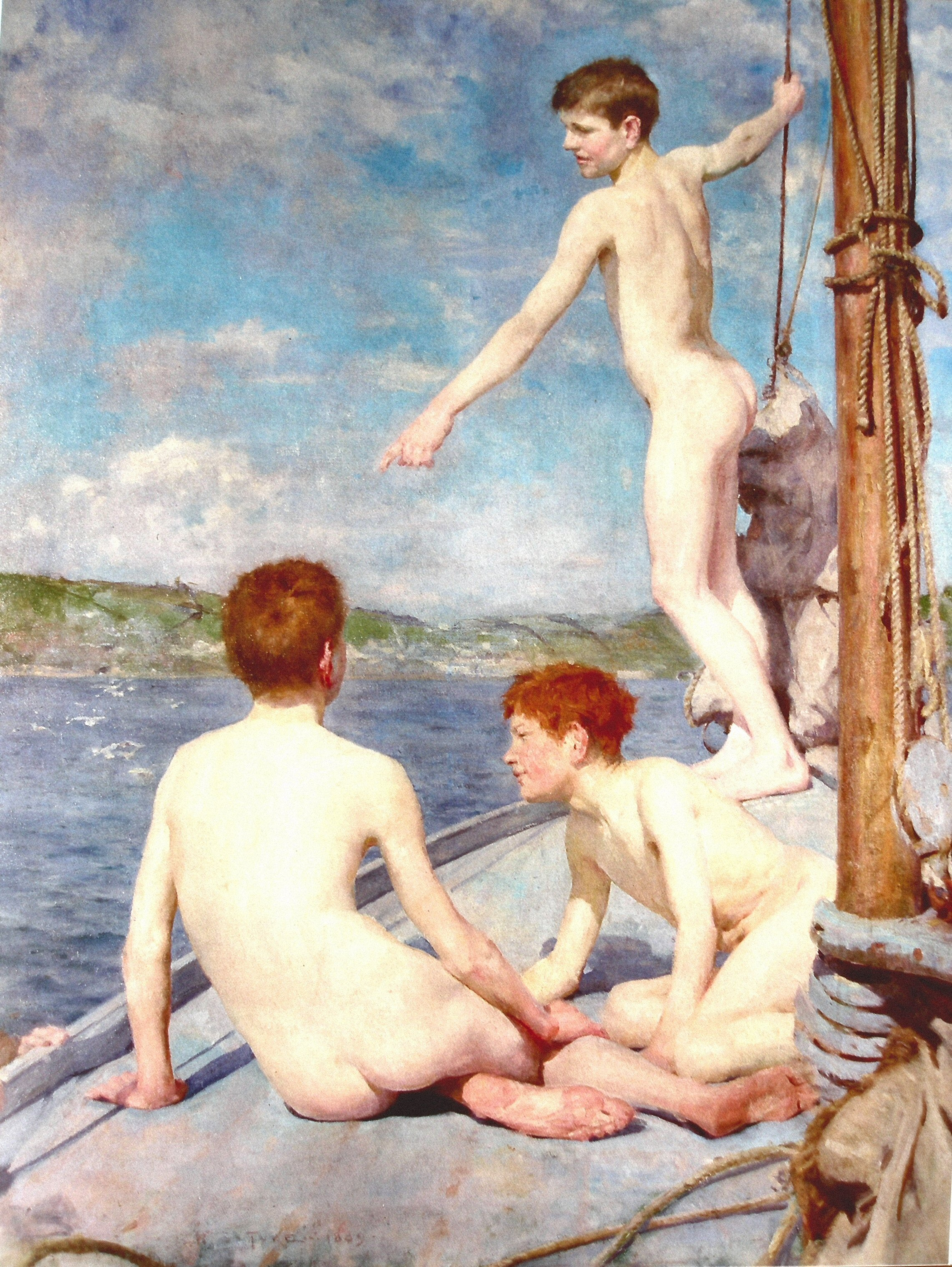
The Bathers
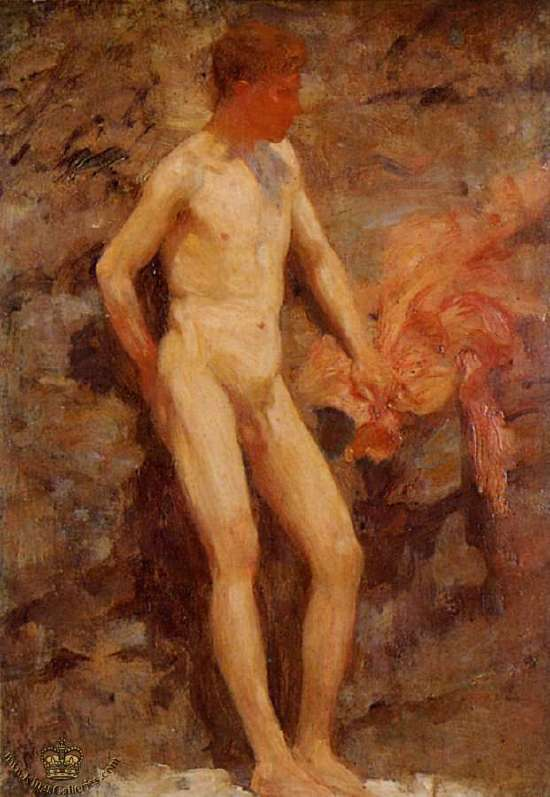
Charlie Mitchell
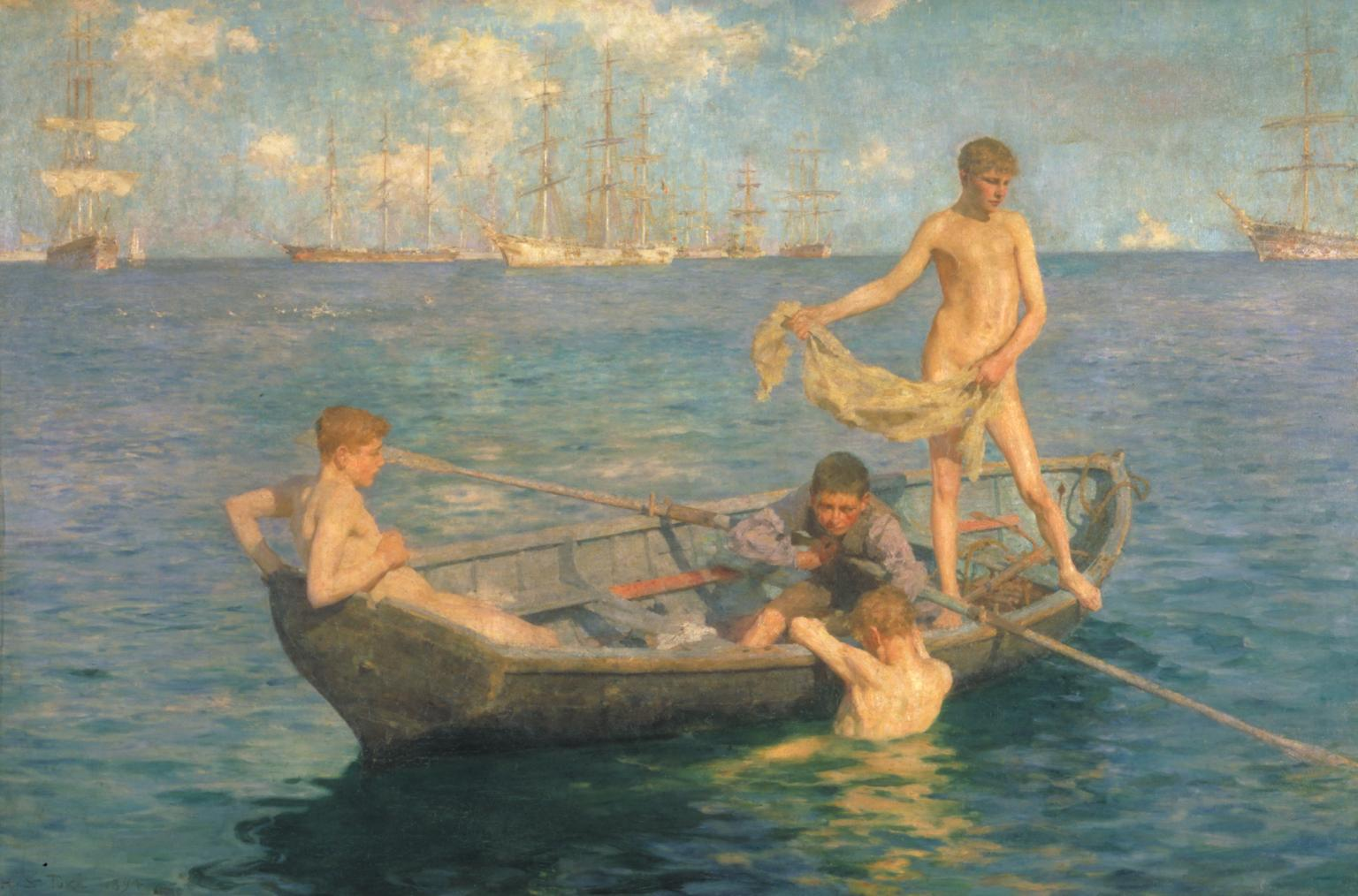
August Blue
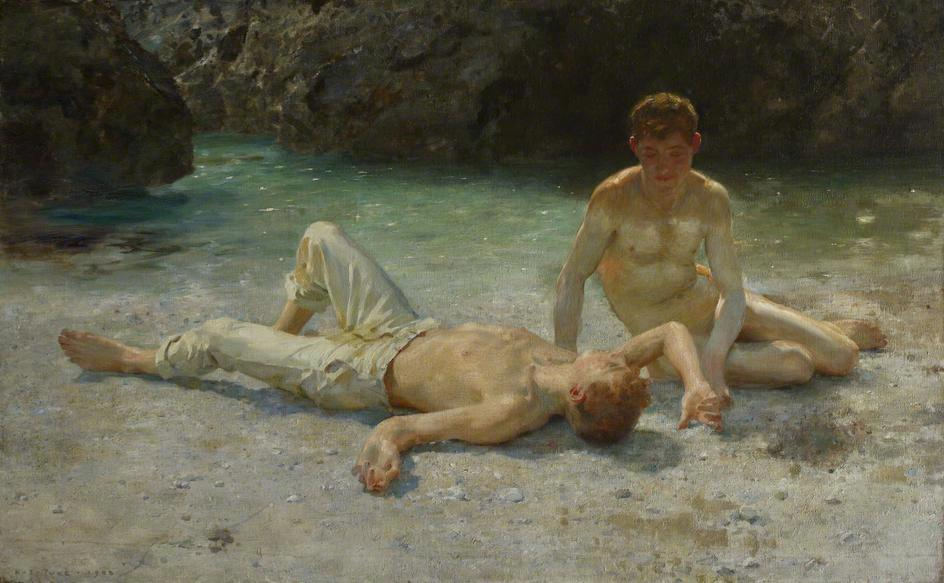
Noonday heat (1902)
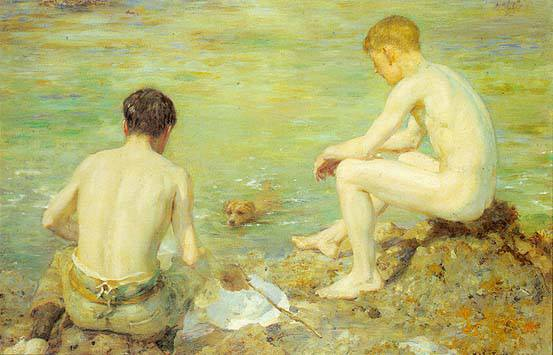
The three companions (1905)
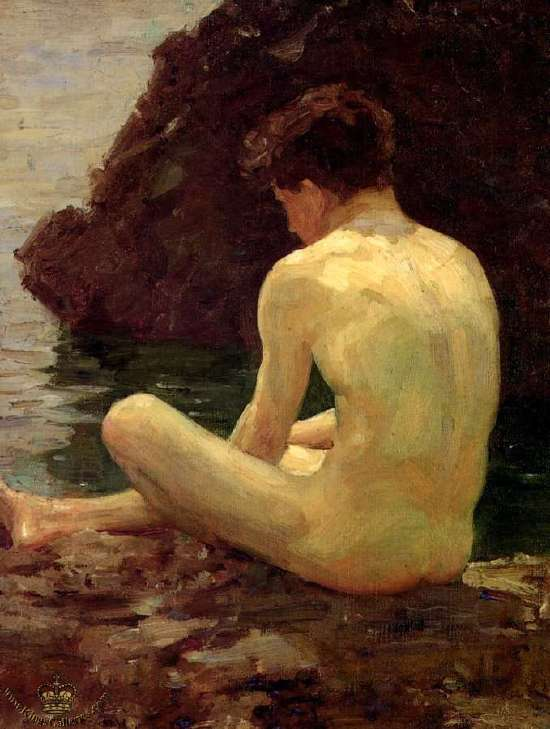
July sun (1913)
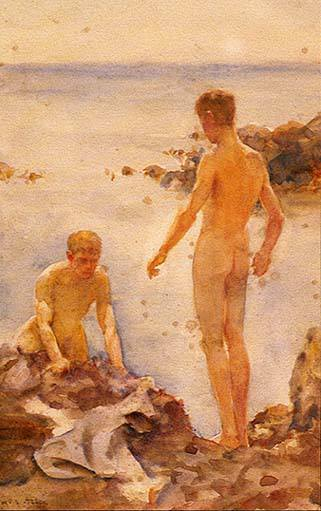
Boys bathing on rocks (1921)
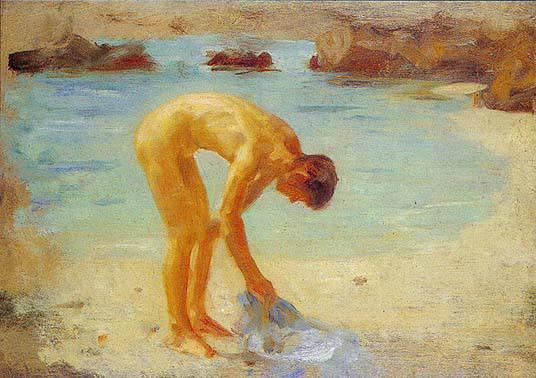
Figure study for "Aquamarine" (1928)
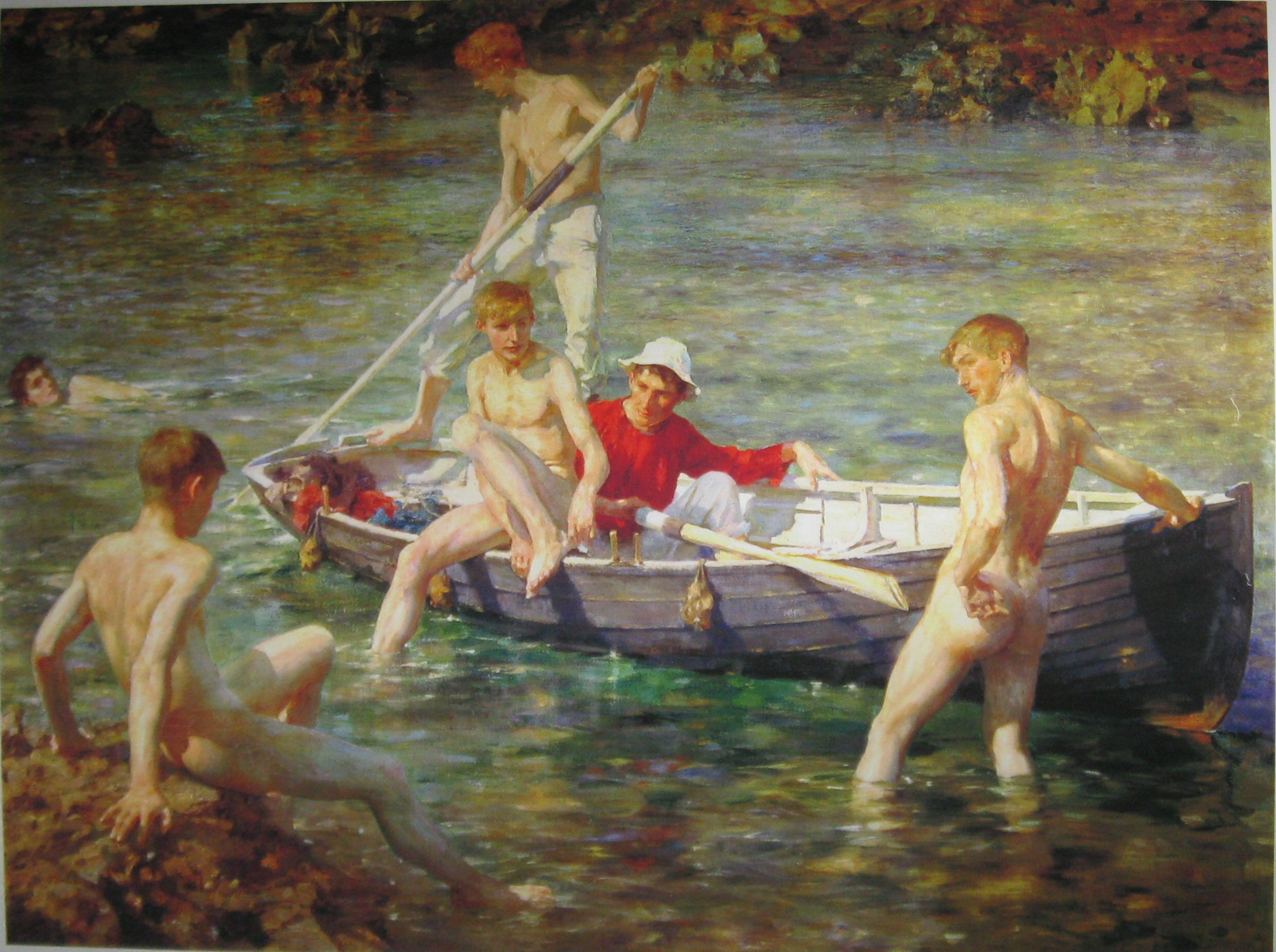
Ruby, gold and malachite (1902)
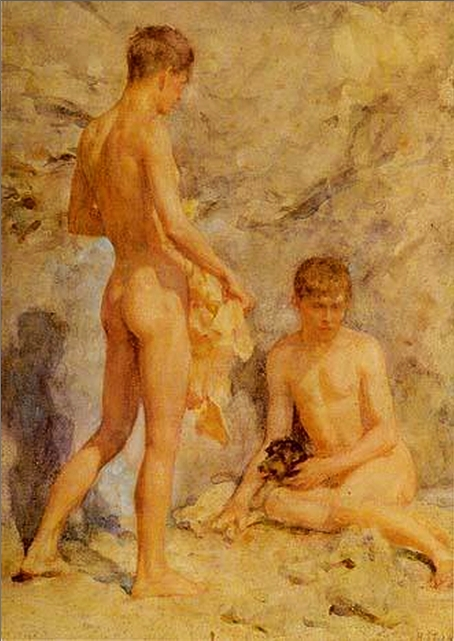
Two boys and a dog (1914)
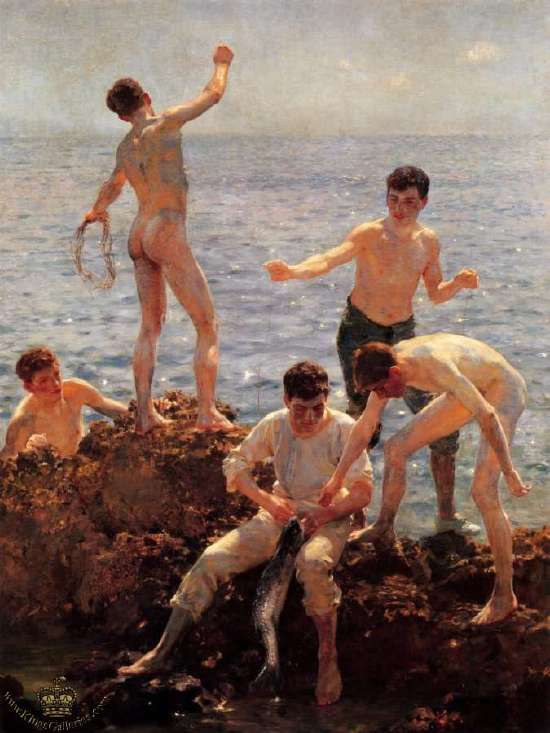
Lovers of the sun (Midsummer Morning) (1922)
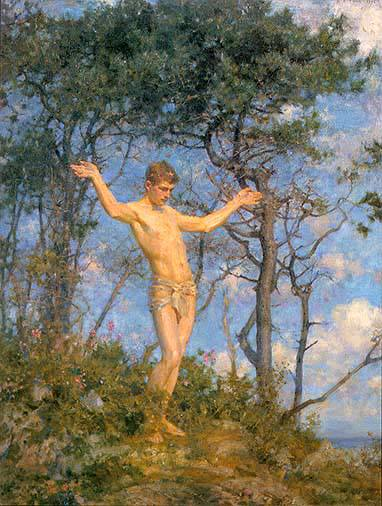
The sun worshipper (In the morning sun) (1904)